# Dan Drastic
Dan Drastic, eigentlich Daniel Faulwasser (* 1976 in Karl-Marx-Stadt) ist ein deutscher DJ und Musikproduzent im Bereich der elektronischen Tanzmusik, im Speziellen House.

## Leben
Dan Drastic machte seine ersten Schritte als DJ in den Jahren 1992 und 1993 in Chemnitz. Dort organisierte er verschiedene Konzerte und Partys, insbesondere im Umfeld des Clubs Lait Solair. Seit 2001 produziert er selbst. Es folgten Veröffentlichungen auf verschiedenen Labels wie z. B. Hairy Claw, Lorna und Highgrade.
2004 zog er nach Leipzig, wo er seitdem Resident-DJ im Sweat Club und der Distillery ist. 2006 stieg er beim Plattenlabel Moon Harbour Recordings ein, auf dem er seitdem veröffentlicht.

## Diskographie

### Singles und EPs
- 2008: Dan Drastic – Xibeca (Hairy Claw)
- 2008: Dan Drastic – Slice Of Life (Moon Harbour Recordings)
- 2010: Dan Drastic – Behind A Green Door (Luna Records)
- 2010: Dan Drastic & Andreas Eckhardt – Help! EP (Rrygular)

### Remixe
- 2008: Henning Richter – Sommersehnsucht (Dan Drastic Remix)  (Musikjustiz)
- 2008: Phil Brökelmann –  Black Dog (Dan Drastic Remix)  (Curl Curl Music)
- 2009: Bearweasel – Risk (Dan Drastic's Sausage Breath Remix)  (Bloop Recordings)
- 2009: Shades of Grey – Projections (Dan Drastic Remix) (Plusminus)
- 2009: Marc Cotterell – Places (Dan Drastic Remix)  (Uncut)
- 2009: Lonya & Roi Okev – Fake Life (Dan Drastic Remix) (Konsequenz)
- 2010: Luna City Express – MS Gera (Dan Drastic Remix) (Moon Harbour Recordings)